# Chika Ike
Chika 'Nancy' Ike (Onitsha, 8 de noviembre de 1985) es una actriz, modelo y empresaria nigeriana.

## Biografía
Ike comenzó su carrera cinematográfica en 2005 cuando interpretó un personaje secundario en la película Sweet Love. Ese mismo año consiguió su primer papel importante en una película titulada Bless the Child y desde entonces ha registrado apariciones en más de cien películas, entre las que destacan Paradise, Mirror of Beauty, To Love a Stranger, Girls Got Reloaded, Happy Ending, Yes We Will, Anointed Queen y The Prince and the Princess.
En 2007, Mirror of Beauty se exhibió en los cines del Reino Unido y en 2008 fue proyectada en el Festival de Cine de Cannes. En 2014 fundó su empresa de producción, Chika Ike Production, con la que produjo su primera película, Miss Teacher, y el programa de telerrealidad African Diva Reality, del que es productora ejecutiva, presentadora y miembro del jurado.